# Marcus Daniell
Marcus Daniell (Masterton, 9 november 1989) is een tennisser uit Nieuw-Zeeland. Hij heeft vijf ATP-toernooien in het dubbelspel op zijn naam staan. Hij nam al deel aan enkele grandslamtoernooien. Hij heeft zes challengers in het dubbelspel gewonnen.

## Palmares dubbelspel
| Legenda                       | Legenda               |
| ----------------------------- | --------------------- |
| Grand Slam                    |                       |
| Olympische Spelen             |                       |
| tot 2009                      | vanaf 2009            |
| Tennis Masters Cup            | ATP Finals            |
| ATP Masters Series            | ATP Tour Masters 1000 |
| ATP International Series Gold | ATP Tour 500          |
| ATP International Series      | ATP Tour 250          |

| Nr.                              | Datum            | Toernooi        | Ondergrond    | Partner              | Tegenstanders in finale                   | Score               | Details |
| -------------------------------- | ---------------- | --------------- | ------------- | -------------------- | ----------------------------------------- | ------------------- | ------- |
| Gewonnen finales herendubbel     |                  |                 |               |                      |                                           |                     |         |
| 1.                               | 16 juli 2010     | ATP Auckland    | Hardcourt     | Horia Tecău          | Marcelo Melo Bruno Soares                 | 7-5, 6-4            | Details |
| 2.                               | 8 februari 2015  | ATP Montpellier | Hardcourt (I) | Artem Sitak          | Dominic Inglot Florin Mergea              | 3-6, 6-4, [16-14]   | Details |
| 3.                               | 16 juni 2016     | ATP Stuttgart   | Gras          | Artem Sitak          | Oliver Marach Fabrice Martin              | 6-7(4), 6-4, [10-8] | Details |
| 4.                               | 6 januari 2019   | ATP Brisbane    | Hardcourt     | Wesley Koolhof       | Rajeev Ram Joe Salisbury                  | 6-4, 7-6(6)         | Details |
| 5.                               | 17 oktober 2020  | ATP Cagliari    | Gravel        | Philipp Oswald       | Juan Sebastián Cabal Robert Farah Maksoud | 6-3, 6-4            | Details |
| Verloren finales herendubbel     |                  |                 |               |                      |                                           |                     |         |
| 1.                               | 7 juli 2016      | ATP Båstad      | Gravel        | Marcelo Demoliner    | Marcel Granollers David Marrero           | 2-6, 3-6            | Details |
| 2.                               | 5 maart 2017     | ATP São Paulo   | Gravel (i)    | Marcelo Demoliner    | Rogério Dutra da Silva André Sá           | 6-7(5), 7-5, [7-10] | Details |
| 3.                               | 27 mei 2017      | ATP Lyon        | Gravel        | Marcelo Demoliner    | Andrés Molteni Adil Shamasdin             | 3-6, 6-3, [5-10]    | Details |
| 4.                               | 1 oktober 2017   | ATP Chengdu     | Hardcourt     | Marcelo Demoliner    | Jonathan Erlich Aisam-ul-Haq Qureshi      | 3-6, 6-7(3)         | Details |
| 5.                               | 25 februari 2018 | ATP Marseille   | Hardcourt (i) | Dominic Inglot       | Raven Klaasen Michael Venus               | 7-6(2), 3-6, [4-10] | Details |
| 6.                               | 21 oktober 2018  | ATP Stockholm   | Hardcourt (i) | Wesley Koolhof       | Luke Bambridge Jonny O'Mara               | 5-7, 6-7(8)         | Details |
| 7.                               | 28 april 2019    | ATP Boedapest   | Gravel        | Wesley Koolhof       | Ken Skupski Neal Skupski                  | 3–6, 4–6            | Details |
| 8.                               | 15 juni 2019     | ATP Rosmalen    | Gras          | Wesley Koolhof       | Dominic Inglot Austin Krajicek            | 4-6, 6-4, [4-10]    | Details |
| 9.                               | 18 januari 2020  | ATP Auckland    | Hardcourt     | Philipp Oswald       | Luke Bambridge Ben McLachlan              | 6-7(3), 3-6         | Details |
| 10.                              | 12 maart 2021    | ATP Doha        | Hardcourt     | Philipp Oswald       | Aslan Karatsev Andrej Roebljov            | 5-7, 4-6            | Details |
| Gewonnen challengers herendubbel |                  |                 |               |                      |                                           |                     |         |
| 1.                               | 9 februari 2014  | Adelaide        | Hardcourt     | Jarmere Jenkins      | Dane Propoggia Jose Rubin Statham         | 6-4, 6-4            |         |
| 2.                               | 20 juli 2014     | Granby          | Hardcourt     | Artem Sitak          | Jordan Kerr Fabrice Martin                | 7-6(5), 5-7, [10-5] |         |
| 3.                               | 20 juni 2015     | Ilkley          | Gras          | Marcelo Demoliner    | Ken Skupski Neal Skupski                  | 7-6(3), 6-4         |         |
| 4.                               | 13 maart 2016    | Puebla          | Hardcourt (i) | Artem Sitak          | Santiago González Mate Pavić              | 3-6, 6-2, [12-10]   |         |
| 5.                               | 27 maart 2016    | San Luis Potosí | Gravel        | Artem Sitak          | Santiago González Mate Pavić              | 6-3, 7-6(4)         |         |
| 6.                               | 19 maart 2017    | Irving          | Hardcourt     | Marcelo Demoliner    | Oliver Marach Fabrice Martin              | 6-3, 6-4            |         |
| 7.                               | 11 juni 2017     | Surbiton        | Gras          | Aisam-ul-Haq Qureshi | Treat Huey Denis Kudla                    | 6-3, 7-6            |         |
| 8.                               | 14 april 2019    | Murcia          | Gravel        | David Marrero        | Rameez Junaid Andrei Vasilevski           | 6-4, 6-4            |         |

## Prestatietabel (Grand Slam) dubbelspel
| Legenda | Legenda                          |
| ------- | -------------------------------- |
| g.t.    | geen toernooi gehouden           |
| l.c.    | lagere categorie                 |
| –       | niet deelgenomen                 |
| G       | uitgeschakeld in de groepsfase   |
| 1R      | uitgeschakeld in de eerste ronde |
| 2R      | uitgeschakeld in de tweede ronde |
| 3R      | uitgeschakeld in de derde ronde  |
| 4R      | uitgeschakeld in de vierde ronde |
| KF      | uitgeschakeld in de kwartfinale  |
| HF      | uitgeschakeld in de halve finale |
| F       | de finale verloren               |
| W       | het toernooi gewonnen            |
| w-v     | winst/verlies-balans             |

| Grandslamtoernooien  |      |    |      |      |      |      |    |
| Australian Open      | –    | 1R | 3R   | KF   | 2R   | 1R   | KF |
| Roland Garros        | 1R   | 3R | 1R   | –    | 2R   | 1R   | 2R |
| Wimbledon            | 3R   | 1R | 3R   | 1R   | KF   | g.t. | 2R |
| US Open              | 2R   | 3R | 2R   | 2R   | 1R   | 2R   |    |
| ATP Masters 1000     |      |    |      |      |      |      |    |
| Indian Wells         | –    | –  | –    | KF   | –    | g.t. |    |
| Miami                | –    | –  | 1R   | 1R   | –    | g.t. | 1R |
| Monte Carlo          | –    | –  | –    | –    | –    | g.t. | –  |
| Madrid               | –    | –  | –    | –    | –    | g.t. | –  |
| Rome                 | –    | –  | –    | –    | –    | –    | 2R |
| Montreal/Toronto     | –    | –  | –    | –    | 1R   | g.t. |    |
| Cincinnati           | –    | –  | –    | –    | –    | –    |    |
| Shanghai             | –    | –  | –    | –    | –    | g.t. |    |
| Parijs               | –    | –  | –    | –    | 2R   | 2R   |    |
| Olympische Spelen    |      |    |      |      |      |      |    |
| Olympische Spelen    | g.t. | 1R | g.t. | g.t. | g.t. | g.t. | HF |
| Statistieken         |      |    |      |      |      |      |    |
| Totaal aantal titels | 1    | 1  | 0    | 0    | 1    | 1    | 0  |
| Eindejaarsranking    | 76   | 50 | 37   | 51   | 43   | 45   |    |